# سانتا مونيكا (كاليفورنيا)
سانتانبييم مونيكا (Santa Monica) هي مدينة ساحلية في مقاطعة لوس أنجلوس الغربية، في كاليفورنيا، الولايات المتحدة الأمريكية. المدينة تجاور خليج سانتا مونيكا (في المحيط الهادي) غرباً، وباسيفيك باليسيدز وبرينتوود شمالاً، وغرب لوس أنجلوس ومار فيستا شرقاً، وفينيس جنوباً. طبقاً لإحصاء السكان عام 2000، المدينة بها 84084 نسمة، ولكن الإحصائيات التقديرية لعام 2006 قدرت عدد السكان بحوالي 103255. سميت سانتا مونيكا بهذا الاسم تيمناً بالقدّيسة مونيكا من هيبو ريجيوس، لأن منطقة المدينة زارها الإسبان أول مرة في يوم عيدها. بسبب طقسها الحسن، مدينة سانتا مونيكا أصبحت منتجعاً مشهوراً منذ بدايات القرن العشرين. المدينة واجهت ازدهاراً منذ أواخر الثمانينات مع تزايد السياحة.

## النمو السكاني
| تطور النمو الديموغرافي سانتا مونيكا (كاليفورنيا) بين 1880 و 2000 |      |       |       |       |
| 1880                                                             | 1910 | 1940  | 1970  | 2000  |
| 417                                                              | 7847 | 53500 | 88289 | 84084 |

## تاريخ
قبلما تكتشف مدينة سانتا مونيكا، كانت تسكنها قبيلة تونغفا وهم من الأمريكان القدماء. المجموعة القوقازية الأولى التي دخلت المنطقة كانوا فريق المستكشف غاسبار دي بورتولا، الذي خيّم قرب ما هو الآن جادة ويلشاير في 3 أغسطس 1769. وقد سميت سانتا مونيكا بهذا الاسم تيمناً بالقدّيسة مونيكا من هيبو ريجيوس، لأن منطقة المدينة زارها الإسبان أول مرة في يوم عيدها.
في عام 1872 الأقسام الشمالية من المدينة، والتي كانت مملوكة من قبل عائلة سيبولفيدا، بيع 155 كيلومتراً مربعاً منها إلى العقيد روبرت أ. بيكر وزوجته آركاديا باندني دي ستيرنس بيكر بسعر 54000 دولار أمريكي. والأجزاء الجنوبية المملوكة من قبل عائلتي ماتشادو وتالامانتيس اشترت منها السيدة نانسي أ. لوكا 3.5 كيلومتر مربع لقاء 11000 دولار عام 1874.

## توأمة
لسانتا مونيكا (كاليفورنيا) اتفاقيات توأمة مع كل من:
- هام
- فوجينوميا
- مازاتلان
- Sirolo [الإنجليزية]‏
- سانت إيليا فيوميرابيدو
- Hechuan, Chongqing [الإنجليزية]‏

## أعلام
- شيرلي تيمبل
- توبي ماغواير
- باربارا ستانويك
- شون بن
- مايلز ديفيس
- جاك بلاك
- كرستينا ريتشي
- ماري بيكفورد
- نت كينغ كول
- جورج كارلين

## وصلات خارجية
- الموقع الرسمي